# Fusigobius signipinnis
Fusigobius signipinnis – gatunek morskiej ryby z rodziny babkowatych (Gobiidae).

## Występowanie
Zachodni Pacyfik od Japonii po Australię. Ostatnio odkryta na Tonga.
Występuje w wodach o temperaturze 23–27 °C na głębokości 5–25 m. Żyje na dnie piaszczystym w pobliżu koralowców.

## Cechy morfologiczne
Osiąga 4,9 cm długości. W płetwach grzbietowych 7 twardych i 9 miękkich promieni, w płetwie odbytowej 1 twardy i 8 miękkich promieni. W płetwach piersiowych 17–18 promieni. Samce mają wyższą i silniej ubarwioną pierwszą płetwę grzbietową.

## Znaczenie
Hodowana w akwariach.